# Gyrtona niveivitta
Gyrtona niveivitta là một loài bướm đêm trong họ Noctuidae.